# Ichneumon ventrifascius
Ichneumon ventrifascius là một loài tò vò trong họ Ichneumonidae.